# Cratere Kalpin
Kalpin è un cratere sulla superficie di Marte.